# شهرستان میکووف
شهرستان میکووُف (به لهستانی: Powiat Mikołów) یک شهرستان در لهستان است که در استان سیلسیان واقع شده‌است. شهرستان میکووُف ۲۳۱٫۵۳ کیلومتر مربع مساحت و ۹۱٬۰۲۲ نفر جمعیت دارد.